# 井上家
井上家（いのうえけ）は江戸時代、本因坊・安井家・林家に並ぶ囲碁の家元であり、名人を2名出している。
初代道碩を除き、代々当主は因碩を名乗るしきたりであった。このため「春碩因碩」「幻庵因碩」などと、跡目（次期家元に指名された者）時代の名や隠居後の名をつけて区別することが多い。
初代名人である本因坊算砂の高弟で二世名人の中村道碩を祖とする。当初、玄覚因碩が一世と位置づけられていたが、幻庵因碩の時代に中村道碩を系譜に組み入れ、以降の家元を一代ずつずらす措置がとられた。歴代家元の中で最も知名度が高いのはこの十一世・幻庵因碩で、本因坊丈和と名人の地位を激しく争ったことで知られる。禄高は一世中村道碩の時の1612年（慶長17年）に本因坊（算砂）に次ぐ50石だった。
1737年（元文2年）の「碁将棋名順訴訟事件」では、井上家は安井家、林家とともに、本因坊、将棋名人に次ぐ序列とされた。
1748年（寛延元年）に琉球使節で田上親雲上、与那覇里之子が来訪した際、当時唯一の七段だった六世井上春碩因碩と門弟の岡田春達が三子、四子で対局して両者とも敗れ、春碩は田上に四段の免状を与えて「日本国大国手」と署名した。
十四世大塚因碩以降、井上家は大阪に拠点を移した。井上家は家元四家の中では最も長続きし、十七世の津田因碩が1983年に死去して断絶した。

## 歴代当主
- 一世　　中村道碩（1582-1630）二世名人[6]
- 二世　　井上因碩（井上玄覚因碩、1605-1673）
- 三世　　井上道砂因碩（-1696）（本因坊道策実弟）
- 四世　　井上道節因碩（1646-1719）五世名人碁所
- 五世　　井上策雲因碩（1672-1735）八段準名人
- 跡目　　井上友碩（1680-1726）七段
- 六世　　井上春碩因碩（1707-1772）八段準名人
- 七世　　井上春達因碩（1728-1784）七段上手
- 八世　　井上因達因碩（1747-1805）七段上手
- 九世　　井上春策因碩（1774-1810）七段上手
- 十世　　井上因砂因碩（1784-1829）六段
- 十一世　井上幻庵因碩（1798-1859）八段準名人
- 十二世　井上節山因碩（1820-1856）（本因坊丈和の長男）六段
- 十三世　井上松本因碩（松本錦四郎、1831-1891）七段
- 十四世　井上大塚因碩（大塚亀太郎、1831-1904）八段
- 十五世　井上田淵因碩（田淵米蔵、1871-1917）七段
- 十六世　井上恵下田因碩（恵下田栄芳、1890-1961）七段
- 十七世　井上津田因碩（津田義孝、？-1983）六段

※厳密に言えば、中村道碩は高祖・井上玄覚因碩が初代の位置づけだが、井上幻庵因碩の代に上記のように系譜をまとめているためそれに倣い表記した。

## 門下など
外家として、服部因淑、雄節、正徹の服部家がある。幻庵因碩も因淑門下であり、一時は因淑の養子となっていた。
幻庵因碩門下の中川順節は、大阪に移って多くの弟子を育て、井上家と関西の結び付きを深めた。大塚亀太郎が十四世を継いで以後は、井上家は大阪に在することとなる。

## 十七世襲名裁判
1961年8月21日に、十六世井上恵下田因碩が死去した際には、跡目の指名はなされていなかった。この時点で井上家にいた専業棋士は、当時碁会所を経営していた津田義孝三段と潮伊一郎四段だけであった。このうち津田が、名門衰亡を惜しむ人々に推され、十七世を襲名しようしたが、それに対し恵下田因碩の未亡人であるミネが反発。ミネが、津田が井上因碩を名乗ることを禁止することを求めて裁判に訴え出ることになった。裁判では、「囲碁家元では、跡目が決められずに家元が死亡した場合、未亡人に跡目を指名する権利があるのか」ということが争点となった。しかるに大阪地方裁判所は、そのような慣習はないという結論を出すに至った。ミネは大阪高等裁判所に控訴したが、判決が揺らぐことはなかった。津田は十七世を襲名し、最終的には六段に昇ったとされる。ただし、日本棋院のウェブサイトなどでは津田の襲名を認めず、一六世恵下田因碩までの記載となっている。